# Campeonato Nacional de Rodeo de 1967
El Campeonato Nacional de Rodeo de 1967 se disputó en Rancagua.
La Corporación de Rodeo de Rancagua, había solicitado la sede, desmantelando la vieja y tradicional medialuna y sin fijarse en el monto de la inversión, había preparado un escenario acorde con la importancia de un campeonato de Chile, donde no solo se define el campeón del rodeo, sino que además se resguardan cuidadosamente las tradiciones chilenas.
El campeonato partió con un homenaje a los ex campeones de Chile. Los jinetes René Urzúa, Ruperto Valderrama, Ramón Cardemil, Mario Molina, Segundo Zúñiga (quien falleció ese año y era considerado el mejor jinete de todos los tiempos), Rodolfo Bustos, Julio Santos, Alberto Montt y José Manuel Aguirre salieron al centro de la medialuna y fueron ovacionados por los más de diez mil asistentes.
El final fue difícil y ajustado, en el que terminaron con el primer lugar y campeones de Chile, por cuarta vez, Ramón Cardemil y Ruperto Valderrama con veinticuatro puntos. Seguidos por Patricio Cerda y Jaime 'Coto' Molina y con veintitrés puntos, los mismos veintitrés con que también terminaron los hermanos Bustamante.
Una parte del público con una visión distinta a la del jurado, con ángulos distintos, tuvo una apreciación diferente, lo que motivó quejas y pifias que aún cuando no le quitaron brillo al triunfo, si afectaron en alguna forma el ánimo de los ganadores.
En el movimiento de la rienda el jinete Raúl Rey ganó el título por cuarta vez, montando a "Rajadiablos".

## Resultados

### Serie de campeones
| Cuarto Animal 1967 | Cuarto Animal 1967                      | Cuarto Animal 1967         | Cuarto Animal 1967 | Cuarto Animal 1967 |
| ------------------ | --------------------------------------- | -------------------------- | ------------------ | ------------------ |
| Lugar              | Jinetes                                 | Caballos                   | Asociación         | Puntaje            |
| 1.º                | Ramón Cardemil y Ruperto Valderrama     | "Percala" y "Pelotera"     | Curicó             | 24                 |
| 2.º                | Patricio Cerda y Jaime Molina           | "Avispado" y "Corsario"    | Aculeo             | 23                 |
| 3.º                | Sergio y Jesús Regalado Bustamante      | "Timbalero" y "Querendón"  | Linares            | 23                 |
| 4.º                | Abelino Mora y Miguel Lamoliatte        | "Haciendo Sed" e "Indiana" | Temuco             | 19                 |
| 5.º                | Ramón Cardemil y Ruperto Valderrama     | "Matucho" y "Manicero"     | Curicó             | 19                 |
| 6.º                | José Manuel Aguirre y Guillermo Aguirre | "Patrullero" y "Arrumbado" | Los Ángeles        | 10                 |

## Cuadro de honor temporada 1966-1967

### Jinetes
- 1.º Ruperto Valderrama[7]
- 2.º Abelino Mora
- 3.º Ramón Cardemil
- 4.º Sergio Bustamante
- 5.º Santiago Urrutia
- 6.º José Manuel Aguirre
- 7.º Segundo Zúñiga
- 8.º Miguel Lamoliatte
- 9.º Jaime Molina
- 10.º Ramón Álvarez

### Caballos
- 1.º Avispado
- 2.º Chamico
- 3.º Paleta
- 4.º Corsario
- 5.º Manicero
- 6.º Picantito
- 7.º Campero
- 8.º Timbalero
- 9.º Duraznillo
- 10.º Negury

### Yeguas
- 1.º Percala
- 2.º Pelotera
- 3.º Haciendo Sed
- 4.º Pichicucha
- 5.º Dudosa
- 6.º Indiana
- 7.º Ponchera
- 8.º Cereza
- 9.º Permiciosa
- 10.º Aceitata

### Potros
- 1.º Ñipán
- 2.º Maulero
- 3.º Flecha
- 4.º Jornalero
- 5.º Arriero
- 6.º Barranco
- 7.º Abalorio
- 8.º Farolito
- 9.º Despiporre
- 10.º Polvareda